# Børneballade
Børneballade er en dansk kortfilm fra 1995, der er instrueret af Ayhan Ünlü.

## Handling
I et sommerhus bor 11 musikalske børn - og én voksen. Og børnene har en plan...